# Party All the Time
"Party All the Time" är en låt med Eddie Murphy från 1985. Det är första singeln från albumet How Could It Be. Den rönte framgång och nådde andraplats på den amerikanska singellistan Billboard Hot 100 i december 1985.